# وسواس (آلبوم اکسو)
وسواس (به انگلیسی: Obsession) ششمین آلبوم استودیویی گروه پسرانهٔ کره‌ای-چینی اکسو است. این آلبوم در ۲۷ نوامبر ۲۰۱۹، توسط اس‌ام اینترتینمنت منتشر شد. این اولین آلبومی است که اکسو در قالب گروهی شش نفره آن را تبلیغ کرد. پیش‌فروش آلبوم از ۱ نوامبر آغاز شد و در سه نسخهٔ اکسو، اکس-اکسو، و وسواس در دسترس است.

## فهرست ترانه‌ها
| شماره      | نام                 | سراینده               | آهنگساز | تنظیم‌کننده                                                           | مدت   |
| ---------- | ------------------- | --------------------- | --- | -------------------------------------------------------------------- | ----- |
| ۱.         | «وسواس»             | کنزی                  | دوئین ابرناتی جونیور کریستی «استالون» گالو ایژا اپرسون ادرین مک‌کینن یو یونگ-جین رایان اس. جون                          | دم جوینتس                                                            | ۳:۲۳  |
| ۲.         | «مشکل»              | هانگ یو-بین           | جین سوک چوی کارن پول بابی لوئیس                                                                                        | جین سوک چوی                                                          | ۳:۱۷  |
| ۳.         | «جکیل»              | جی‌کیو کیم هه-جین      | تای جسپر کیلین الیس نیکی ون در لوت ملسرت                                                                               | تای جسپر کیلین الیس ادرین مک‌کینن اوت‌لاو د آرتیست آرون فرش اوت‌بوی ریچ | ۳:۴۱  |
| ۴.         | «شیار»              | جی‌کیو مولا            | هیوک شین بلیر تیلور جیسو پارک                                                                                          | هیوک شین بلیر تیلور                                                  | ۳:۲۸  |
| ۵.         | «یا یا یا»          | کنزی                  | دوئین ابرناتی جونیور رایان جون دیوید براون چارلز هینشو الن گوردون جونیور کوکو تاژ آندریا مارتین آیون میشس زتویه گیبسون | دم جوینتس                                                            | ۳:۴۲  |
| ۶.         | «عزیزم تو هستی»     | جی‌کیو پارک جی-هی      | وندی ونگ موزلا بنجامین اینگروسو آلاکوی پیت                                                                             | وندی ونگ                                                             | ۲:۵۸  |
| ۷.         | «بدون وقفه»         | جو یون-کیونگ          | اوبی کلاین چارلی تفت آندریاس اوبرگ                                                                                     | اوبی کلاین                                                           | ۳:۲۴  |
| ۸.         | «روز به روز»        | جو یون-کیونگ          | مایک دیلی میچل اوونز دیز جف لوئیس                                                                                      | مایک دیلی میچل اوونز دیز جف لوئیس                                    | ۳:۴۲  |
| ۹.         | «اثر پروانه‌ای»      | لی سو-ران (جم فکتوری) | ال‌دی‌ان نویز ادرین مک‌کینن                                                                                               | ال‌دی‌ان نویز                                                          | ۳:۱۰  |
| ۱۰.        | «وسواس» (نسخهٔ چینی) | اریس چن               | دوئین ابرناتی جونیور رایان جون دیوید براون چارلز هینشو الن گوردون جونیور کوکو تاژ آندریا مارتین آیون میشس              | دم جوینتس                                                            | ۳:۲۳  |
| مجموع مدت: | مجموع مدت:          | مجموع مدت:            | مجموع مدت: | مجموع مدت:                                                           | ۳۴:۱۵ |

## جداول

### جداول هفتگی
| جدول (۲۰۱۹)                                   | بالاترین موقعیت |
| --------------------------------------------- | --------------- |
| آلبوم‌های دیجیتال استرالیا (ای‌آرآی‌ای)          | ۲۲              |
| آلبوم‌های بلژیکی (اولتراتاپ فلاندرز)           | ۱۲۴             |
| آلبوم‌های بلژیکی (اولتراتاپ والونیا)           | ۸۹              |
| آلبوم‌های ژاپنی (اوریکون)                      | ۱۶              |
| آلبوم‌های داغ ژاپن (بیلبورد ژاپن)              | ۲۰              |
| آلبوم‌های لیتوانی (ای‌جی‌ای‌تی‌ای)                 | ۷۲              |
| آلبوم‌های کرهٔ جنوبی (گائون)                    | ۱               |
| آلبوم‌های دیجیتال بریتانیا (شرکت جدول‌های رسمی) | ۳۷              |
| آلبوم‌های مستقل بریتانیا (شرکت جدول‌های رسمی)   | ۳۳              |
| بیلبورد ۲۰۰ ایالات متحده                      | ۱۸۲             |
| آلبوم‌های مستقل ایالات متحده (بیلبورد)         | ۵               |
| آلبوم‌های موسیقی ملل ایالات متحده (بیلبورد)    | ۱               |

### جداول انتهای سال
| جدول (۲۰۱۹)                | موقعیت |
| -------------------------- | ------ |
| آلبوم‌های کرهٔ جنوبی (گائون) | ۳      |

## دستاوردها
| منتقد/ناشر | فهرست                                  | اثر             | رتبه | منبع   |
| ---------- | -------------------------------------- | --------------- | ---- | ------ |
| مجلهٔ برانچ | ۱۰ آلبوم برتر کی-پاپ در سال ۲۰۱۹       | «وسواس»         | —    | [ ۱۷ ] |
| بیلبورد    | ۲۵ آلبوم برتر کی-پاپ در سال ۲۰۱۹       | «وسواس»         | ۴    | [ ۱۸ ] |
| بیلبورد    | ۲۵ ترانهٔ برتر کی-پاپ در سال ۲۰۱۹       | «وسواس»         | ۱    | [ ۱۹ ] |
| ام‌تی‌وی     | برترین بی-سایدهای کی-پاپ در سال ۲۰۱۹   | «عزیزم تو هستی» | ۱۴   | [ ۲۰ ] |
| بازفید     | ۳۰ ترانه برای شناخت کی-پاپ در سال ۲۰۱۹ | «شیار»          | ۱۸   | [ ۲۱ ] |

| سال  | مراسم              | جایزه                     | نتیجه | منبع   |
| ---- | ------------------ | ------------------------- | ----- | ------ |
| ۲۰۲۰ | جوایز موسیقی گائون | آلبوم سال - سه ماههٔ چهارم | برنده | [ ۲۲ ] |
| ۲۰۲۰ | جوایز موسیقی گائون | برترین فروش سال           | برنده | [ ۲۲ ] |

## فروش
| کشور         | فروش    |
| ------------ | ------- |
| چین          | ۳۳۳٬۱۷۱ |
| ژاپن         | ۲۴٬۲۷۵  |
| کرهٔ جنوبی    | ۸۰۷٬۰۵۰ |
| ایالات متحده | ۶٬۰۰۰   |

## تاریخچهٔ انتشار
| کشور         | تاریخ          | قالب                   | ناشر                           |
| ------------ | -------------- | ---------------------- | ------------------------------ |
| کرهٔ جنوبی    | ۲۷ نوامبر ۲۰۱۹ | سی‌دی دانلود رسانه جاری | اس‌ام دریموس                    |
| ایالات متحده | ۲۷ نوامبر ۲۰۱۹ | سی‌دی دانلود رسانه جاری | اس‌ام دریموس الایانس انترتینمنت |
| دیگر         | ۲۷ نوامبر ۲۰۱۹ | دانلود جاری            | اس‌ام انترتینمنت                |

## واژه‌نامه
1. ↑  Trouble
2. ↑  Jekyll, 지킬
3. ↑  Groove, 춤
4. ↑  Ya Ya Ya
5. ↑  Baby You Are
6. ↑  Non Stop
7. ↑  Day After Day, 오늘도
8. ↑  Butterfly Effect, 나비효과
9. ↑  Obsession, 嗜